# Dayah Teungoh
Dayah Teungoh is een bestuurslaag in het regentschap Pidie van de provincie Atjeh, Indonesië. Dayah Teungoh telt 678 inwoners (volkstelling 2010).